# الدویم
الدویم (به عربی: الدویم) شهرکی در استان نیل سفید کشور سودان است که جمعیت آن در سرشماری سال ۱۹۹۳ میلادی ۵۶٫۴۹۴ نفر بوده و در سال ۲۰۰۷ میلادی ۹۳٫۲۶۸ نفر تخمین زده شده است.